# Аламесецький сільський округ
Аламесе́цький сільський округ (каз. Аламесек ауылдық округі, рос. Аламесекский сельский округ) — адміністративна одиниця у складі Жалагаського району Кизилординської області Казахстану. Адміністративний центр та єдиний населений пункт — село Єсет-батир.
Населення — 1874 особи (2021; 2295 у 2009, 2705 у 1999, 2130 у 1989).
Станом на 1989 рік існувала Акарицька сільська рада (село Акарик).